# VakıfBank Spor Kulübü 2018-2019
Questa voce raccoglie le informazioni riguardanti il VakıfBank Spor Kulübü nelle competizioni ufficiali della stagione 2018-2019.

## Organigramma societario
Area direttiva
- Presidente: İlker Ayıcı

Area tecnica
- Allenatore: Giovanni Guidetti
- Allenatore in seconda: Dehri Dehrioğlu
- Assistente allenatore: Saim Pakkan
- Scoutman: Fatih Yağcı

## Rosa
| N° | Nome             | Ruolo | Data di nascita  | Nazionalità sportiva |
| -- | ---------------- | ----- | ---------------- | -------------------- |
| 1  | Gizem Örge       | L     | 26 aprile 1993   | Turchia              |
| 3  | Cansu Özbay      | P     | 17 ottobre 1996  | Turchia              |
| 5  | Zhu Ting         | S     | 29 novembre 1994 | Cina                 |
| 6  | Kübra Akman      | C     | 13 ottobre 1994  | Turchia              |
| 7  | Kelsey Robinson  | S     | 25 giugno 1992   | Stati Uniti          |
| 8  | Melis Gürkaynak  | C     | 20 aprile 1990   | Turchia              |
| 9  | Ayça Aykaç       | L     | 27 febbraio 1996 | Turchia              |
| 10 | Lonneke Slöetjes | O     | 15 novembre 1990 | Paesi Bassi          |
| 11 | Buket Gülübay    | P     | 28 febbraio 1999 | Turchia              |
| 12 | Derya Cebecioğlu | S     | 24 ottobre 2000  | Turchia              |
| 13 | Chiara Di Iulio  | S     | 5 maggio 1985    | Italia               |
| 15 | Ebrar Karakurt   | O     | 17 gennaio 2000  | Turchia              |
| 16 | Milena Rašić     | C     | 25 ottobre 1990  | Serbia               |
| 17 | Tuğba Şenoğlu    | S     | 2 febbraio 1998  | Turchia              |
| 18 | Zehra Güneş      | C     | 7 luglio 1999    | Turchia              |

## Risultati

### Sultanlar Ligi

#### Girone di andata
| 1ª giornata - 3 novembre 2018 VakıfBank Spor Sarayı, Istanbul        | VakıfBank  | 3 - 2 | Karayolları       | 23-25, 25-15, 29-31, 25-13, 15-6  |
| 2ª giornata - 6 novembre 2018 Burhan Felek Spor Salonu, Istanbul     | Beşiktaş   | 0 - 3 | VakıfBank         | 18-25, 11-25, 18-25               |
| 3ª giornata - 10 novembre 2018 Burhan Felek Spor Salonu, Istanbul    | Fenerbahçe | 2 - 3 | VakıfBank         | 18-25, 25-21, 25-20, 21-25, 14-16 |
| 4ª giornata - 14 novembre 2018 VakıfBank Spor Sarayı, Istanbul       | VakıfBank  | 3 - 0 | Galatasaray       | 25-23, 25-18, 25-18               |
| 5ª giornata - 17 novembre 2018 Mimar Sinan Kapalı Spor Salonu, Aydın | Aydın BB   | 0 - 3 | VakıfBank         | 13-25, 18-25, 21-25               |
| 6ª giornata - 24 novembre 2018 VakıfBank Spor Sarayı, Istanbul       | VakıfBank  | 3 - 0 | Nilüfer           | 25-14, 25-20, 25-20               |
| 7ª giornata - 29 novembre 2018 Başkent Voleybol Salonu, Ankara       | Halkbank   | 0 - 3 | VakıfBank         | 18-25, 12-25, 21-25               |
| 8ª giornata - 27 novembre 2018 VakıfBank Spor Sarayı, Istanbul       | VakıfBank  | 3 - 0 | Beylikdüzü Vİ     | 25-17, 25-15, 25-20               |
| 9ª giornata - 15 dicembre 2018 Burhan Felek Spor Salonu, Istanbul    | Eczacıbaşı | 3 - 1 | VakıfBank         | 25-21, 25-13, 20-25, 25-20        |
| 10ª giornata - 22 dicembre 2018 VakıfBank Spor Sarayı, Istanbul      | VakıfBank  | 3 - 1 | Türk Hava Yolları | 25-17, 25-18, 20-25, 25-14        |
| 11ª giornata - 24 dicembre 2018 Anafartalar Spor Salonu, Çanakkale   | Çanakkale  | 0 - 3 | VakıfBank         | 20-25, 16-25, 21-25               |

#### Girone di ritorno
| 12ª giornata - 13 gennaio 2019 Başkent Voleybol Salonu, Ankara        | Karayolları       | 0 - 3 | VakıfBank  | 17-25, 21-25, 25-27              |
| 13ª giornata - 16 gennaio 2019 VakıfBank Spor Sarayı, Istanbul        | VakıfBank         | 3 - 2 | Beşiktaş   | 18-25, 25-14, 25-20, 16-25, 15-9 |
| 14ª giornata - 20 gennaio 2019 VakıfBank Spor Sarayı, Istanbul        | VakıfBank         | 3 - 0 | Fenerbahçe | 25-20, 25-23, 25-23              |
| 15ª giornata - 27 gennaio 2019 Burhan Felek Spor Salonu, Istanbul     | Galatasaray       | 0 - 3 | VakıfBank  | 21-25, 12-25, 20-25              |
| 16ª giornata - 30 gennaio 2019 VakıfBank Spor Sarayı, Istanbul        | VakıfBank         | 3 - 1 | Aydın BB   | 25-22, 25-14, 23-25, 25-11       |
| 17ª giornata - 3 febbraio 2019 Cengiz Göllü Kapalı Spor Salonu, Bursa | Nilüfer           | 0 - 3 | VakıfBank  | 20-25, 19-25, 16-25              |
| 18ª giornata - 10 febbraio 2019 VakıfBank Spor Sarayı, Istanbul       | VakıfBank         | 3 - 0 | Halkbank   | 25-19, 25-16, 25-16              |
| 19ª giornata - 17 febbraio 2019 Beylikdüzü Spor Salonu, Istanbul      | Beylikdüzü Vİ     | 0 - 3 | VakıfBank  | 17-25, 17-25, 21-25              |
| 20ª giornata - 23 febbraio 2019 VakıfBank Spor Sarayı, Istanbul       | VakıfBank         | 3 - 0 | Eczacıbaşı | 25-21, 25-13, 25-19              |
| 21ª giornata - 3 marzo 2019 Burhan Felek Spor Salonu, Istanbul        | Türk Hava Yolları | 0 - 3 | VakıfBank  | 14-25, 16-25, 21-25              |
| 22ª giornata - 6 marzo 2019 VakıfBank Spor Sarayı, Istanbul           | VakıfBank         | 3 - 0 | Çanakkale  | 25-19, 25-21, 25-19              |

#### Play-off scudetto
| Quarti di finale (gara 1) - 16 marzo 2019 Cengiz Göllü Kapalı Spor Salonu, Bursa | Nilüfer    | 0 - 3 | VakıfBank  | 18-25, 20-25, 24-26               |
| Quarti di finale (gara 2) - 28 marzo 2019 VakıfBank Spor Sarayı, Istanbul        | VakıfBank  | 3 - 0 | Nilüfer    | 25-21, 25-17, 25-12               |
| Semifinali (gara 1) - 14 aprile 2019 Burhan Felek Spor Salonu, Istanbul          | Fenerbahçe | 1 - 3 | VakıfBank  | 21-25, 22-25, 25-20, 22-25        |
| Semifinali (gara 2) - 17 aprile 2019 VakıfBank Spor Sarayı, Istanbul             | VakıfBank  | 3 - 1 | Fenerbahçe | 23-25, 25-22, 25-19, 25-18        |
| Finale (gara 1) - 24 aprile 2019 VakıfBank Spor Sarayı, Istanbul                 | VakıfBank  | 2 - 3 | Eczacıbaşı | 25-23, 17-25, 19-25, 25-18, 12-15 |
| Finale (gara 2) - 26 aprile 2019 VakıfBank Spor Sarayı, Istanbul                 | VakıfBank  | 3 - 1 | Eczacıbaşı | 16-25, 25-9, 25-18, 25-17         |
| Finale (gara 3) - 29 aprile 2019 Burhan Felek Spor Salonu, Istanbul              | Eczacıbaşı | 1 - 3 | VakıfBank  | 17-25, 25-23, 20-25, 18-25        |
| Finale (gara 4) - 2 maggio 2019 Burhan Felek Spor Salonu, Istanbul               | Eczacıbaşı | 3 - 2 | VakıfBank  | 25-16, 18-25, 25-23, 21-25, 15-13 |
| Finale (gara 5) - 5 maggio 2019 Burhan Felek Spor Salonu, Istanbul               | Eczacıbaşı | 0 - 3 | VakıfBank  | 17-25, 18-25, 21-25               |

### Coppa di Turchia

#### Fase a eliminazione diretta
| Quarti di finale - 22 marzo 2019 İzmir Atatürk Spor Salonu, Smirne | VakıfBank | 3 - 0 | Beşiktaş   | 25-22, 25-20, 25-13               |
| Semifinali - 23 marzo 2019 İzmir Atatürk Spor Salonu, Smirne       | VakıfBank | 2 - 3 | Fenerbahçe | 25-17, 21-25, 21-25, 31-29, 13-15 |

### Supercoppa turca

#### Fase a eliminazione diretta
| Finale - 31 ottobre 2018 Başkent Voleybol Salonu, Ankara | VakıfBank | 1 - 3 | Eczacıbaşı | 25-20, 22-25, 17-25, 19-25 |

### Champions League

#### Fase a gironi
| 1ª giornata - 22 novembre 2018 VakıfBank Spor Sarayı, Istanbul         | VakıfBank | 3 - 1 | MTV Stoccarda | 25-13, 20-25, 25-19, 25-17 |
| 2ª giornata - 20 dicembre 2018 Kolodruma, Plovdiv                      | Marica    | 0 - 3 | VakıfBank     | 16-25, 16-25, 21-25        |
| 3ª giornata - 23 gennaio 2019 Palais des Sports Coubertin, Montpellier | Béziers   | 0 - 3 | VakıfBank     | 24-26, 19-25, 14-25        |

#### Fase a eliminazione diretta
| Quarti di finale (andata) - 13 marzo 2019 Dvorec Sporta Dinamo, Mosca      | Dinamo Mosca | 3 - 2 | VakıfBank    | 20-25, 25-23, 25-23, 21-25, 15-13            |
| Quarti di finale (ritorno) - 20 marzo 2019 VakıfBank Spor Sarayı, Istanbul | VakıfBank    | 3 - 0 | Dinamo Mosca | 25-19, 25-16, 25-8                           |
| Semifinali (andata) - 4 aprile 2019 VakıfBank Spor Sarayı, Istanbul        | VakıfBank    | 0 - 3 | AGIL         | 17-25, 25-27, 15-25                          |
| Semifinali (ritorno) - 10 aprile 2019 PalaTerdoppio, Novara                | AGIL         | 1 - 3 | VakıfBank    | 23-25, 20-25, 25-15, 21-25 Golden set: 16-14 |

### Campionato mondiale per club

#### Fase a gironi
| 1ª giornata - 4 dicembre 2018 Shaoxing Olympic Sports Center, Shaoxing | Zhejiang  | 0 - 3 | VakıfBank | 20-25, 13-25, 13-25 |
| 2ª giornata - 5 dicembre 2018 Shaoxing Olympic Sports Center, Shaoxing | VakıfBank | 3 - 0 | Le Cannet | 25-21, 25-15, 25-17 |
| 3ª giornata - 7 dicembre 2018 Shaoxing Olympic Sports Center, Shaoxing | VakıfBank | 3 - 0 | Minas     | 25-23, 30-28, 25-18 |

#### Fase a eliminazione diretta
| Semifinali - 8 dicembre 2018 Shaoxing Olympic Sports Center, Shaoxing | VakıfBank | 3 - 1 | Praia Clube | 25-21, 25-21, 22-25, 25-18 |
| Finale - 9 dicembre 2018 Shaoxing Olympic Sports Center, Shaoxing     | Minas     | 0 - 3 | VakıfBank   | 23-25, 21-25, 19-25        |

## Statistiche

### Statistiche di squadra
| Competizione                 | Punti | In casa | In casa | In casa | In trasferta | In trasferta | In trasferta | Totale | Totale | Totale |
| Competizione                 | Punti | G       | V       | P       | G            | V            | P            | G      | V      | P      |
| ---------------------------- | ----- | ------- | ------- | ------- | ------------ | ------------ | ------------ | ------ | ------ | ------ |
| Sultanlar Ligi               | 62,44 | 15      | 14      | 1       | 16           | 14           | 2            | 31     | 28     | 3      |
| Coppa di Turchia             | -     | 0       | 0       | 0       | 0            | 0            | 0            | 2      | 1      | 1      |
| Supercoppa turca             | -     | -       | -       | -       | -            | -            | -            | 1      | 0      | 1      |
| Champions League             | 18    | 5       | 4       | 1       | 5            | 4            | 1            | 10     | 8      | 2      |
| Campionato mondiale per club | 9     | -       | -       | -       | -            | -            | -            | 5      | 5      | 0      |
| Totale                       | -     | 20      | 18      | 2       | 21           | 18           | 3            | 49     | 42     | 7      |

G = partite giocate; V = partite vinte; P = partite perse

### Statistiche dei giocatori
| Giocatore     | Campionato | Campionato | Campionato | Campionato | Campionato | Coppa di Turchia | Coppa di Turchia | Coppa di Turchia | Coppa di Turchia | Coppa di Turchia | Supercoppa turca | Supercoppa turca | Supercoppa turca | Supercoppa turca | Supercoppa turca | Champions League | Champions League | Champions League | Champions League | Champions League | Campionato mondiale | Campionato mondiale | Campionato mondiale | Campionato mondiale | Campionato mondiale | Totale | Totale | Totale | Totale | Totale |
| Giocatore     | P          | PT         | AV         | MV         | BV         | P                | PT               | AV               | MV               | BV               | P                | PT               | AV               | MV               | BV               | P                | PT               | AV               | MV               | BV               | P                   | PT                  | AV                  | MV                  | BV                  | P      | PT     | AV     | MV     | BV     |
| ------------- | ---------- | ---------- | ---------- | ---------- | ---------- | ---------------- | ---------------- | ---------------- | ---------------- | ---------------- | ---------------- | ---------------- | ---------------- | ---------------- | ---------------- | ---------------- | ---------------- | ---------------- | ---------------- | ---------------- | ------------------- | ------------------- | ------------------- | ------------------- | ------------------- | ------ | ------ | ------ | ------ | ------ |
| K. Akman      | 29         | 211        | 122        | 61         | 28         | 1                | 6                | 2                | 3                | 1                | 1                | 8                | 5                | 2                | 1                | 4                | 20               | 9                | 9                | 0                | 1                   | 3                   | 2                   | 0                   | 1                   | 36     | 248    | 140    | 75     | 31     |
| A. Aykaç      | 23         | 1          | 0          | 1          | 0          | 2                | 0                | 0                | 0                | 0                | 1                | 0                | 0                | 0                | 0                | 5                | 0                | 0                | 0                | 0                | 2                   | 0                   | 0                   | 0                   | 0                   | 33     | 1      | 0      | 1      | 0      |
| D. Cebecioğlu | 9          | 7          | 5          | 2          | 0          | 1                | 0                | 0                | 0                | 0                | 0                | 0                | 0                | 0                | 0                | 1                | 0                | 0                | 0                | 0                | 1                   | 0                   | 0                   | 0                   | 0                   | 12     | 7      | 5      | 2      | 0      |
| C. Di Iulio   | 8          | 27         | 23         | 3          | 1          | 1                | 8                | 5                | 2                | 1                | -                | -                | -                | -                | -                | 5                | 16               | 11               | 1                | 4                | -                   | -                   | -                   | -                   | -                   | 14     | 51     | 39     | 6      | 6      |
| B. Gülübay    | 25         | 10         | 4          | 2          | 4          | 2                | 0                | 0                | 0                | 0                | 1                | 0                | 0                | 0                | 0                | 8                | 2                | 2                | 0                | 0                | 2                   | 0                   | 0                   | 0                   | 0                   | 38     | 12     | 6      | 2      | 4      |
| Z. Güneş      | 23         | 156        | 92         | 48         | 16         | 2                | 20               | 12               | 7                | 1                | 1                | 9                | 5                | 4                | 0                | 6                | 40               | 21               | 15               | 4                | 5                   | 38                  | 26                  | 10                  | 2                   | 37     | 263    | 156    | 84     | 23     |
| M. Gürkaynak  | 6          | 18         | 9          | 7          | 2          | 1                | 7                | 3                | 1                | 3                | 1                | 0                | 0                | 0                | 0                | 4                | 15               | 6                | 3                | 6                | 0                   | 0                   | 0                   | 0                   | 0                   | 12     | 40     | 18     | 11     | 11     |
| E. Karakurt   | 25         | 226        | 175        | 28         | 23         | 2                | 29               | 23               | 4                | 2                | 1                | 6                | 5                | 0                | 1                | 9                | 39               | 26               | 7                | 6                | 4                   | 49                  | 38                  | 5                   | 6                   | 41     | 349    | 267    | 44     | 38     |
| G. Örge       | 25         | 0          | 0          | 0          | 0          | 1                | 0                | 0                | 0                | 0                | 1                | 0                | 0                | 0                | 0                | 7                | 0                | 0                | 0                | 0                | 5                   | 0                   | 0                   | 0                   | 0                   | 39     | 0      | 0      | 0      | 0      |
| C. Özbay      | 31         | 68         | 21         | 24         | 23         | 2                | 4                | 0                | 4                | 0                | 1                | 1                | 1                | 0                | 0                | 10               | 32               | 8                | 12               | 12               | 5                   | 8                   | 2                   | 5                   | 1                   | 49     | 113    | 32     | 45     | 36     |
| M. Rašić      | 16         | 155        | 86         | 52         | 17         | 1                | 10               | 4                | 2                | 4                | 1                | 4                | 3                | 1                | 0                | 9                | 73               | 37               | 29               | 7                | 5                   | 53                  | 34                  | 18                  | 1                   | 32     | 295    | 164    | 102    | 29     |
| K. Robinson   | 30         | 314        | 269        | 29         | 16         | 2                | 19               | 17               | 2                | 0                | 1                | 10               | 6                | 3                | 1                | 9                | 97               | 77               | 15               | 5                | 5                   | 50                  | 39                  | 9                   | 2                   | 47     | 490    | 408    | 58     | 24     |
| T. Şenoğlu    | 11         | 49         | 31         | 5          | 13         | 2                | 5                | 4                | 1                | 0                | 1                | 0                | 0                | 0                | 0                | 4                | 6                | 5                | 0                | 1                | 1                   | 1                   | 1                   | 0                   | 0                   | 19     | 61     | 41     | 6      | 14     |
| L. Slöetjes   | 25         | 330        | 297        | 15         | 18         | 2                | 7                | 7                | 0                | 0                | 1                | 15               | 15               | 0                | 0                | 9                | 142              | 121              | 8                | 13               | 3                   | 33                  | 31                  | 1                   | 1                   | 40     | 527    | 471    | 24     | 32     |
| Zhu T.        | 24         | 425        | 376        | 34         | 15         | 1                | 28               | 24               | 4                | 0                | 1                | 11               | 8                | 2                | 1                | 9                | 149              | 130              | 13               | 6                | 5                   | 98                  | 90                  | 8                   | 0                   | 40     | 711    | 628    | 61     | 22     |

P = presenze; PT = punti totali; AV = attacchi vincenti; MV = muri vincenti; BV = battute vincenti